# Cult (Haute-Saône)
Cult é uma comuna francesa na região administrativa da Borgonha-Franco-Condado, no departamento do Alto Sona. Estende-se por uma área de 6.88 km². Em 2010 a comuna tinha 235 habitantes (densidade: 34,2 hab./km²).